# Vekoslav Raič
Vekoslav Raič, Slovenski urednik in publicist, * 10. april 1844, Cven, † 15. julij 1929, Zagreb.

## Življenje in delo
Vekoslav Raič se je rodil v kmečki družini (v rojstni knjigi vpisan kot Alois Reich). Obiskoval je 3. in 4. razred gimnazije v Mariboru, po 5. razredu 1864 pa ni več omenjen. Okoli leta 1867 je postal zavarovalni agent družbe Victoria v Trstu, od konca 1887 ali začetku 1888 do upokojitve pa je bil uslužbenec zavarovalne zadruge Croatia v Zagrebu.
V času, ko je prišel v Trst, se je začelo zlasti med prebivalci okoliških naselij živahno čitalniško gibanje. Raič je deloval v rojanski čitalnici kot recitator in igralec. Leta 1869 je bil v Trstu  soustanovitelj slovenskega delavskega društva Čebelica. Verjetno je ob ustanovitvi društva izdal brošuro Potrebe delavcev društva za Slovence v Trstu (Trst, 1869) in se zavzemal za delovanje na podlagi samopomoči. Leta 1871 je bil lastnik in glavni urednik štirinajstdnevnika Primorec; Slovenski biografski leksikon navaja, da je bil urednik Pianovega Slovenskega Primorca in da je leta 1871 postal lastnik in odgovorni lastnik lista. Očitno gre za pomoto, ker pisec gesla ne loči med Pianovima listoma Slovenski Primorec in Primorec, ki sta izhajala v letih 1867−1869, ter štirinajstdnevnikom Primorec, katerega je Raič sam ustanovil 1871. Raičev list je bil liberalno usmerjeno glasilo, za katerega je na začetku kazalo, da bo osrednji list za Primorsko, a ker ni prišlo do pravega sporazuma med Goričani in Tržačani, je list deloval le na Tržaškem, Goričani pa so imeli svojo Sočo. Leta 1871 je v Trstu izdal še almanah Pomladansko cvetje, ki je objavil pesmi in prozo manj uveljavljenih slovenskih literatov. Po prenehanju izhajanja Primorca se je tudi Raič umaknil iz javnega življenja.